# Joan Lluís Bozzo i Duran
Joan Lluís Bozzo i Duran (Gràcia, Barcelona, Barcelonès, 1953) és un actor i director de teatre i televisió català.

## Carrera artística

### Teatre
S'interessà de molt jove pel món del teatre fent petits papers d'"Els Pastorets" als Lluïsos de Gràcia, i als disset anys començà també a dirigir els seus propis espectacles.
En una primera etapa participà en diverses formes experimentals i l'any 1971 fundà una comuna teatral amb la qual va recórrer nombroses poblacions de Catalunya fent teatre de carrer. El 1973 s'incorporà al món professional amb la companyia de Pau Garsaball fent d'ajudant de direcció en l'obra Berenàveu a les fosques de Josep Maria Benet i Jornet i uns dos anys després obtingué un gran èxit de públic en dirigir "Les Troianes" d'Eurípides-Sartre amb un grup que ell mateix va formar a la Universitat.
A principis de 1978 s'integra a la companyia Dagoll Dagom en la qual hi participa en el doble vessant d'actor i director ("Antaviana", 1978, basada en contes de Pere Calders; "Nit de Sant Joan", 1981 i 2010, amb música de Jaume Sisa; "Glups!", 1983, basada en l'obra gràfica de l'humorista francès Lauzier), o exclusivament de director ("El Mikado", 1986 i 2005, adaptació catalana d'una opereta anglesa de W.S. Gilbert i A. Sullivan; "Mar i Cel", 1988, 2004 i 2014, adaptació lliure de Xavier Bru de Sala de l'obra homònima d'Àngel Guimerà, "Flor de Nit" (1992), "T'odio amor meu" (1995), "Pigmalió" (1997), "Els Pirates" (1997), "Cacao" (2000), "Poe" (2002), "La Perritxola" de Jacques Offenbach (2003), Boscos endins (2007), Aloma (2008), Cop de rock (2011), La família irreal (2012), Scaramouche (2016), El llibertí (2017) i Maremar (2018).
A més de les obres de Dagoll Dagom, ha dirigit també "La botiga dels horrors" (1986), de H. Ashman i A. Menken, "Sin palabras" (1987), de Pepe Rubianes i l'espectacle musical "Quarteto da cinque"(1987), "Estrips" (1989), "Maror" (1996) i "El retaule del flautista" (1997).
Jubilat de Dagoll Dagom l'any 2020, encara segueix en actiu com a soci de la companyia. Actualment, a través de la l'associació que presideix anomenada "Enraona Teatre", dirigeix "Pots ser tu, puc ser jo", una obra de teatre social sobre salut mental que tracta temes com la depressió, l'ansietat, les autolesions, el suïcidi, el bullying i els abusos sexuals. A través de l'associació promou, juntament amb la seva parella Mariona Bosch, el teatre com a eina social i terapèutica, oferint funcions de temàtiques socials i classes de teatre a tot tipus de col·lectius i persones.
També ha posat en escena obres com l'òpera "Don Pasquale" de Donizetti al Teatre Grec de Barcelona, "L'any de Gràcia" d'Albert Sardà, basada en la novel·la de C. Fernández Cubas i "Rigoletto" de Verdi.

### Televisió
A més del teatre, ha intervingut en les sèries televisives "Oh! Europa" (1993), "Oh! Espanya" (1996), "La memòria dels Cargols" (1999) i "Psico express" (2001), de les quals ha estat coprotagonista, director i coguionista. A "La sagrada família" (2010-2011) també n'ha estat el director, el guionista i hi ha participat com a actor.

## Publicacions
- Memòries trobades en una furgoneta (2015)[2]
- Viatge al centre del musical (2016)
- Pepe i jo (Pòrtic, 2017)[3]
- L'ofici del comediant (2019)

## Altres
Ha col·laborat com a comentarista de ràdio i televisió en diverses ocasions.
S'ha mostrat obertament independentista, donant suport a les llistes de Junts per Catalunya els anys 2017 i 2019 a les Eleccions del Parlament de Catalunya.
Molt actiu a Twitter @espremulla
Casat amb Mariona Bosch i de la Cruz.